# Liparis alavensis
Liparis alavensis är en orkidéart som beskrevs av Phillip James Cribb och W.Arthur Whistler. Liparis alavensis ingår i släktet gulyxnen, och familjen orkidéer.
Artens utbredningsområde är Samoa. Inga underarter finns listade i Catalogue of Life.